# Tasmangarica chisholmi
Tasmangarica chisholmi (лат.) — вид мельчайших жуков, единственный в составе рода Tasmangarica из семейства перокрылки (Ptiliidae). Остров Тасмания (Chisholm Forest).

## Описание
Жуки микроскопического размера. Длина тела около 1 мм (0,45—0,47 мм). От близких таксонов отличаются морфологией мезостернального выступа между средними тазиками и следующими признаками: формула мембранных щетинок заднего крыла 8+40+15, усики 11-члениковые (третий членик короче четвёртого и пятого вместе взятых), плевральная область проторокса с дермальными железами, метастернальный выступ отсутствует, область между средними тазиками занята мезостернальным выступом. Тело вытянутое, овально-цилиндрическое; коричневого цвета. Относится к трибе Nanosellini, включающей самых мелких жуков мировой фауны (Nanosella fungi и Scydosella musawasensis).